# Ignace Kowalczyk
Ignatz (Ignace) Kowalczyk (29 de dezembro de 1913 - 27 de março de 1996) foi um futebolista alemão de origem polonesa naturalizado francês.
Ele competiu na Copa do Mundo FIFA de 1938, sediada na França.